# Alphonse Benza
 (septembre 2021).
 Alphonse Benza Kongawi  (né à Banagabola le 13 février en 1978) est un homme politique de la République démocratique du Congo et député national, élu de la circonscription de Kungu dans la province du Sud-Ubangi,,,.

## Biographie
Alphonse Benza Kongawi est né à Banagabola au Sud-Ubangi le 13 février 1978. Il est élu député national dans la circonscription électorale de Kungu dans la même province. Il est membre du groupement politique G-18